# Ricardo Oscar Faifer
Ricardo Oscar Faifer (ur. 4 września 1940 w Urdinarrain) – argentyński duchowny rzymskokatolicki, w latach 2002-2015 biskup Goya.

## Życiorys
Święcenia kapłańskie przyjął 15 sierpnia 1964. Inkardynowany do diecezji Gualeguaychú, był m.in. wykładowcą w miejscowym seminarium, zaś w latach 1977-2002 piastował urzędy proboszcza parafii katedralnej oraz wikariusza generalnego diecezji.
10 października 2002 został prekonizowany biskupem Goya. Sakrę biskupią otrzymał 12 grudnia 2002. 24 września 2015 przeszedł na emeryturę.